# Potok-Senderki
Potok-Senderki – wieś w Polsce, położona w województwie lubelskim, w powiecie zamojskim, w gminie Krasnobród.
| SIMC    | Nazwa | Rodzaj    |
| ------- | ----- | --------- |
| 0891542 | Potok | część wsi |

W latach 1975–1998 miejscowość położona była w województwie zamojskim.
Wieś jest sołectwem w gminie Krasnobród. Według Narodowego Spisu Powszechnego z roku 2011 wieś liczyła 116 mieszkańców.
Miejscowość powstała z połączenia wsi Potok oraz Senderki, które powstały w 1765 r. w dobrach hr. Antoniego Fortunata Tarnowskiego.
W drugiej połowie XIX w. na terenie Senderek znajdowały się podziemne kopalnie kamienia wykorzystywanego do produkcji kamieni młyńskich, po których pozostały sztolnie.
Wierni Kościoła rzymskokatolickiego należą do parafii Niepokalanego Poczęcia Najświętszej Maryi Panny w Józefowie.